# Turnpike Trust

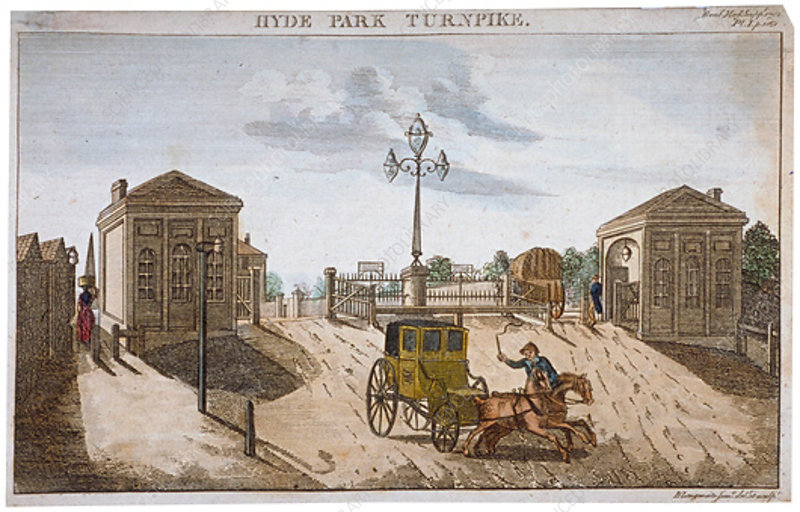
Das Hyde Park Gate des Kensington Turnpike Trust am Hyde Park Corner in London, die erste Mautstelle auf der Straße nach Bath

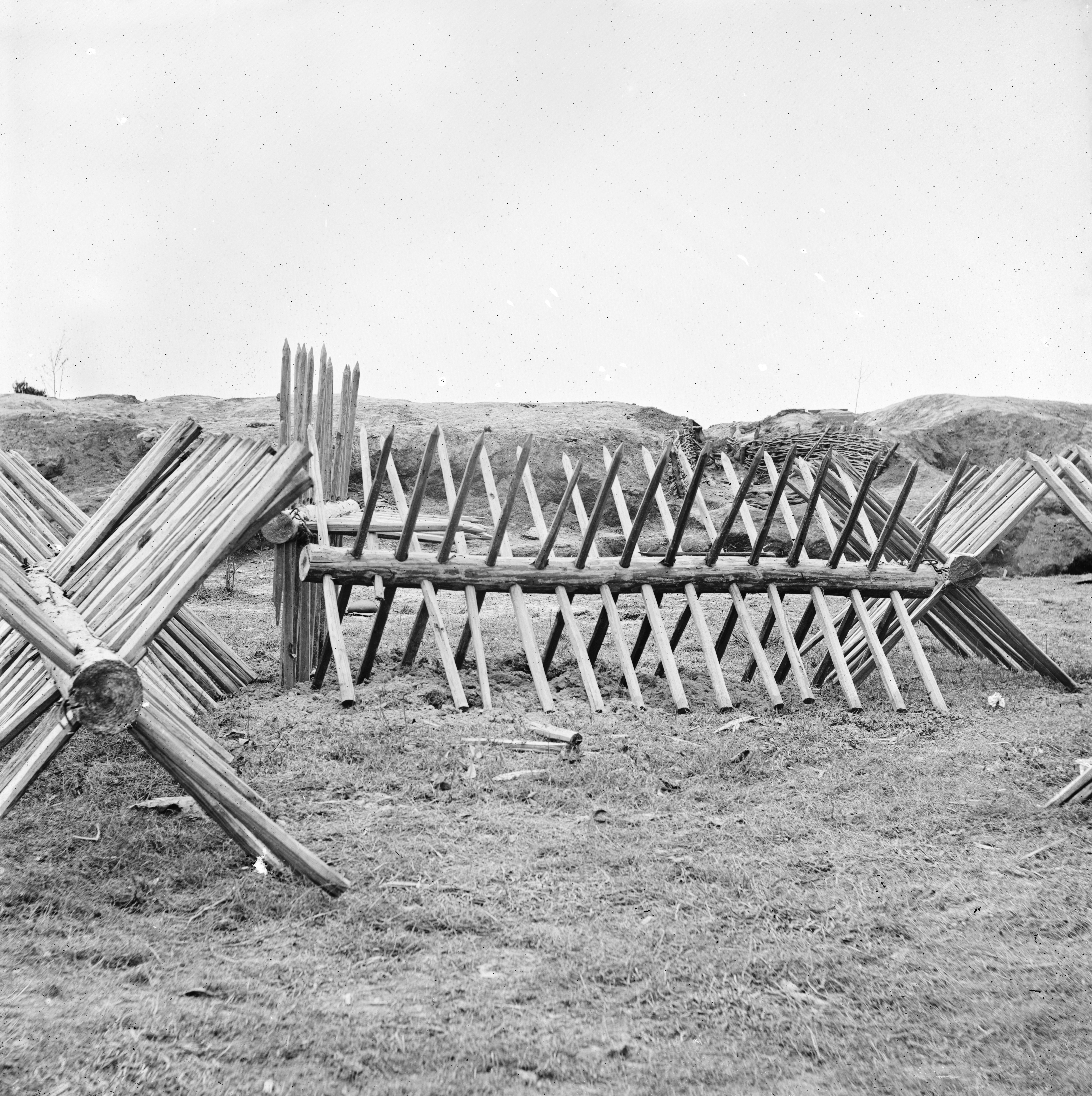
Spanischer Reiter im Amerikanischen Bürgerkrieg

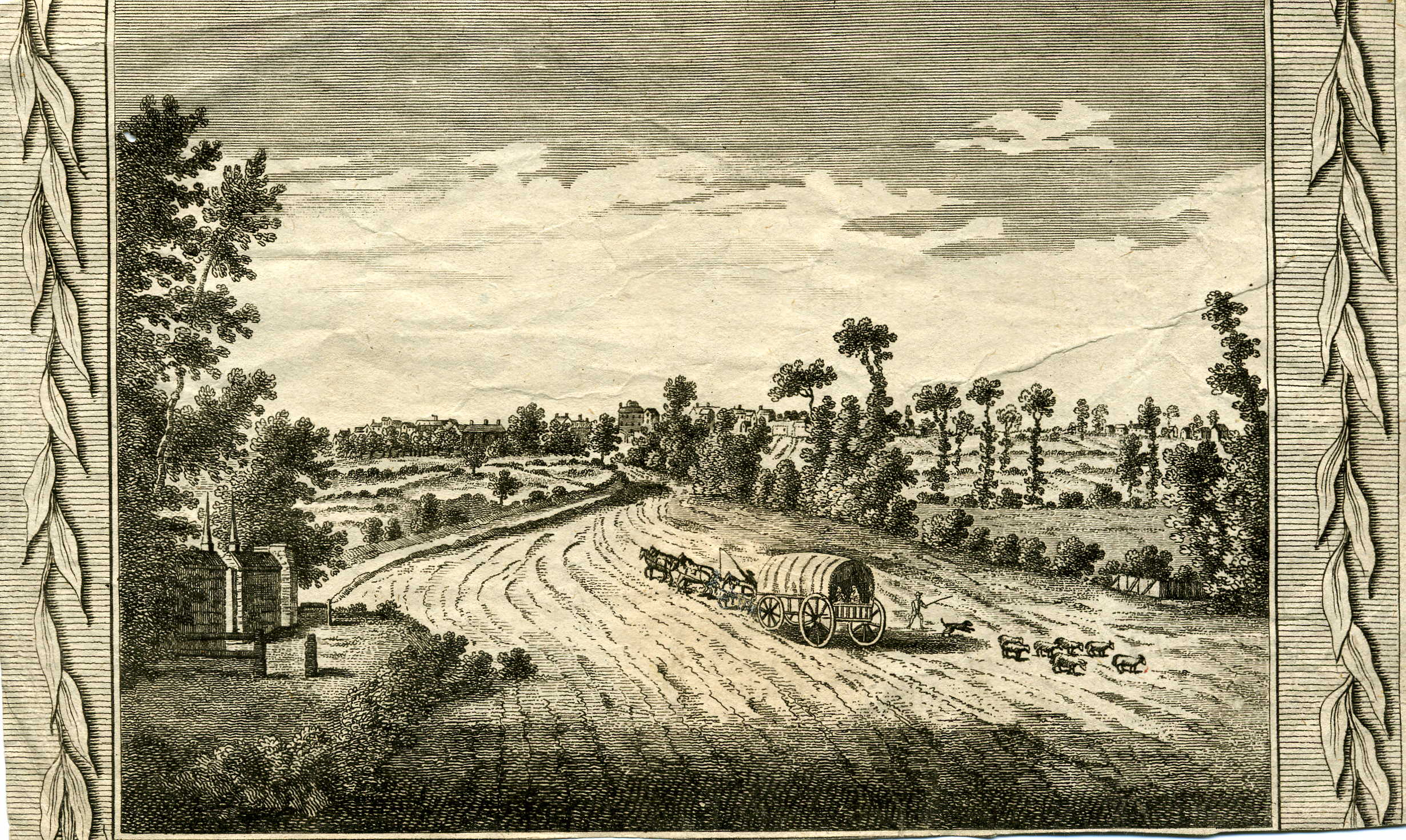
Die zerfahrene und sich ausdehnende Great North Road zwischen Highgate und London in der Zeit vor den Turnpike Trusts

Ein Turnpike Trust war ein in England und Wales zwischen dem 17. und 19. Jahrhundert üblicher Trust zum Bau und Unterhalt von mautpflichtigen Landstraßen, den sogenannten Turnpike Roads.
Im 19. Jahrhundert verbreitete sich das Konzept auf das British Empire (Irland, Kanada, Australien, Neuseeland, Indien und Südafrika) und die Vereinigten Staaten.
Der Name stammt von den Stangen der Spanischen Reiter, die den Drehkreuzen ähneln.

## Geschichte
In der Tudor-Zeit waren die Gemeinden für den Unterhalt der Straßen verantwortlich. Diese Regelung erwies sich für die großen Landstraßen zwischen weit auseinanderliegenden Städten bald als unzureichend. Im 17. Jahrhundert führte der zunehmende Verkehr von Kutschen und schweren Fuhrwerken zu einer gravierenden Verschlechterung dieser Straßen, die mit den Mitteln der Gemeinden nicht mehr unterhalten werden konnten. 1621 schlug man ein Gesetz zur Mauterhebung für die Unterhaltungskosten der Great North Road vor. Es wurde zwar nicht beschlossen, aber die Idee wurde in den nächsten 40 Jahren bei sich verschlechternden Straßenverhältnisses immer wieder vorgebracht. 1663 wurde schließlich ein Gesetz erlassen, wonach auf einem Abschnitt der Great North Road zunächst während 11 Jahren Maut für die Unterhaltskosten erhoben werden durfte. Dem folgten bald weitere Gesetze nach dem gleichen Muster für andere Straßen. Für jeden solchen Straßenabschnitt musste in Westminster ein gesondertes Gesetz des Parlaments erreicht werden, in dem die Einzelheiten festgelegt wurden. Am Ende der Laufzeit von meist 21 Jahren wurde das Gesetz regelmäßig erneuert.
Das Turnpike-System verbreitete sich von London aus allmählich über das ganze Land. In der Mitte des 18. Jahrhunderts wurden in Süd-Wales ganze Grafschaften unter einen Turnpike Trust gestellt. Bald wurden in allgemeinen Gesetzen auch Regeln über die Verwaltung der Trusts und die Benutzung der Straßen erlassen, wie z. B. das Linksfahrgebot und Vorschriften über die Größe und Spurweite von Rädern. In dieser Zeit legten John Metcalf, Thomas Telford und John Loudon McAdam auch die ersten Grundsätze eines modernen Straßenbaus in England an.
Telford wurde zu besseren Anbindung von Irland nicht nur mit dem Bau der Menai Suspension Bridge beauftragt, sondern konnte auch die Straße nach Holyhead neu planen und dazu existierende Turnpike Trusts ändern oder zusammenfassen.
Um 1830 wurde die Spitze erreicht mit über 1000 Trusts, die in England und Wales 29.000 km Straßen in Abschnitten von durchschnittlich 32 km verwalteten.
Mit dem Beginn des Eisenbahnzeitalters ging auch die Zeit der Turnpike Roads ihren Ende entgegen. Sie wurden als Behinderung des freien Warenverkehrs gesehen und die Mauterhebung alle paar Kilometer als lästig empfunden. In den 1870er Jahren wurden viele der Trusts geschlossen und 1888 wurden die Straßen den Grafschaften übertragen.